# 巧立名目
巧立名目（又称“领导！冒号！”，源自于相声中多次重复的台词）是牛群、李立山在1988年央视春节联欢晚会表演的一段相声，作者为牛群、李培森以及李立山共三人。这段相声的亮点之一，是多次从机关公文抬头的“冒号”入手，讽刺了当时贪官污吏企图通过合乎程序与纪律的手段挪用国家财务，同时揭示干部任用制度改革过程中，与无记名投票的形式民主相伴滋生的干部、公务员利益团体相互包庇的问题。

## 梗概
本作以“无理走遍天下，有理寸步难行”导入，讲述了一段机关干部用违背常理的方式巧立名目，向组织要钱花钱的故事。机关公务员向领导提出吃北京烤鸭，得到干部的欣然同意；为了将吃喝说成是公务活动以使用公款，便尝试用种种可笑的理由打报告，直至因举办巴甫洛夫诞辰纪念活动这一借口得逞后，干部更加得意忘形，几乎天天在外吃饭，而且饭钱从来来自于公款，到最后被纪委检查后仍然死心不改。
本作在台词的细处强调了公款消费问题并非单纯的个人品德问题，而是系统性的政治现象。干部角色在撰写报告或检讨时多次提到的“领导、冒号”系公文的抬头，干部巧立名目得逞，与上级更大的“领导”不无关系。相声开篇时，使用公款吃喝的倡议不是由干部，而是由普通公务员发起；结尾干部被调查时也悔过说，在推行无记名投票后，自己若不能让普通公务员们享受公款消费福利，便难得到选票。
本作中被当做“纪念”对象的科学家除了巴甫洛夫，还有当时在世的陈景润。陈当时坐在观众席上。